# Timm Busche

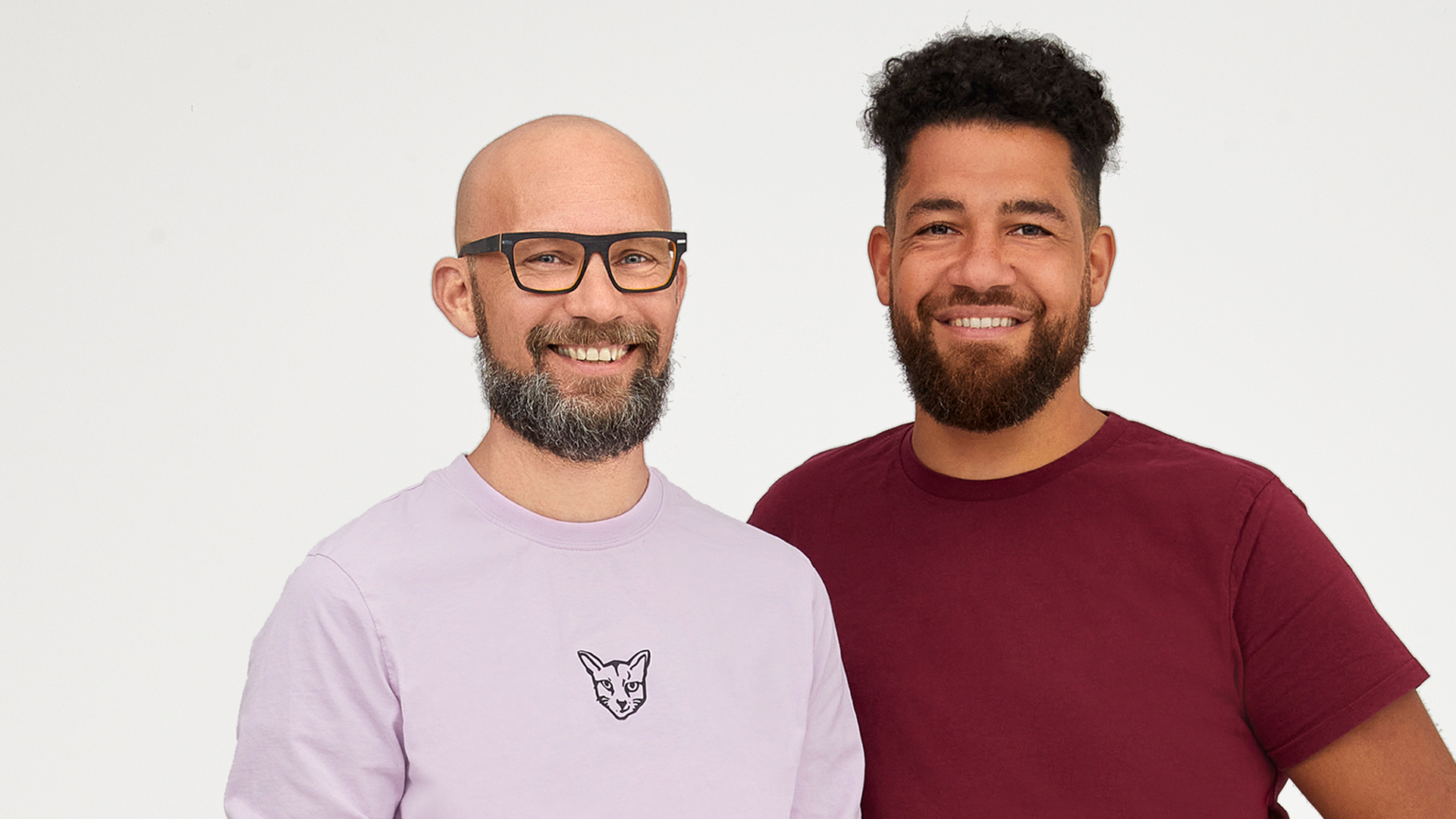
Moderatorenduo Timm Busche (links) und Dominik Schollmayer der Sendung „anders&wach“ bei Antenne Niedersachsen

Timm Busche, auch genannt Timm „Doppel-M“ Busche, (* 18. März 1976 in Hannover) ist ein deutscher Hörfunkmoderator und Redakteur des Radiosenders Antenne Niedersachsen.

## Leben
Busche wuchs in Hannover auf und legte 1996 an der IGS Linden sein Abitur ab. Danach folgte der Zivildienst. Busche ist in zweiter Ehe verheiratet und hat 3 Söhne, ein Sohn stammt aus erster Ehe.

## Arbeit
1998 absolvierte Timm Busche ein Praktikum bei radio ffn. Ab 1999 absolvierte er dort sein Volontariat. Seit 2001 ist Busche als Radiomoderator und Redakteur für den Sender tätig. Er hat dort zwischenzeitlich alle Sendungen moderiert; über viele Jahre regelmäßig die Morningshow am Samstag. Von 2001 bis 2012 war er für die On Air Promotion von radio ffn zuständig. 2012 wechselte er fest in die Morningshow mit ffn Morgenmän Franky. Am 1. Januar 2015 übernahm er fest die Sendung ffn am Nachmittag, die werktäglich von 14 bis 19 Uhr ausgestrahlt wurde. Im April 2018 übernahm er den Samstag von 6 – 14 Uhr und war vertretungsweise im Wochentagsprogramm zu hören.
Nach 20 Jahren bei radio ffn entschied sich Busche im Oktober 2018 eine neue Stelle als Leiter der Programmgestaltung bei Antenne Niedersachsen anzutreten. Im Oktober 2020 übernahm er mit Dominik Schollmayer die neue Morgenshow „anders&wach“ bei Antenne Niedersachsen, die er bis April 2023 moderierte.

## Auszeichnungen
- 2006: Niedersächsischer Hörfunkpreis: Kategorie „Eigenproduktion“ für den Spot Du bist Niedersachsen
- 2006: Der RadioJournal Rundfunkpreis: Kategorie „Comedy“ für den Song Jamaica-Koalition (mit Jochen Krause)[2]
- 2021: Niedersächsischer Hörfunkpreis: Kategorie „Innovation“ für den Beitrag Gesundheitswoche: Timms Tagebuch zur Vorsorgeuntersuchung (mit Sabrina Thielgen)[3]